# Monumento a Lenine (Kotka)
O Monumento a Lenine foi um memorial ao revolucionário bolchevique russo Vladimir Lenine em Kotka, na Finlândia, oferecido pela cidade geminada de Tallinn, na Estónia, e inaugurado a 26 de agosto de 1979. Os autores do monumento foram o escultor Matti Varik, o arquiteto Allan Murdmaa e o engenheiro Jaan Port . A base do monumento foi feita de granito, com o busto de bronze de Lenine foi colocado sobre ela. Em 2022, a cidade de Kotka decidiu mover o busto para o museu provincial. Na iniciativa, submetida ao município, foi sugerido que a escultura deveria ser removida, uma vez que ofendia a memória das pessoas que morreram vítimas dos crimes de guerra soviéticos.

## História
A ideia de construir um monumento em Kotka remonta a 1978, quando a liderança política da União Soviética prometeu um monumento à cidade, ordenando que fosse Tallinn, cidade irmã de Kotka, a doá-lo. O monumento foi inaugurado em 26 de agosto de 1979, estando presente o embaixador da União Soviética na Finlândia, Vladimir Sobolev, que proferiu um discurso sobre as boas relações entre a Finlândia e a União Soviética. Do lado finlandês, a escultura foi recebida pelo presidente da câmara municipal, Arvi Forss. O discurso inaugural foi feito pelo primeiro secretário do Comité Central do Partido Comunista da Estónia Soviética, Karl Vaino. Entre os convidados encontravam-se os embaixadores da Polónia, Alemanha Oriental e Checoslováquia, assim como o governador de Kyme, Erkki Huurtamo.

O memorial estava localizado no centro de Kotka, na praça Pohjoispuistokatu, na parte ocidental da ilha de Kotkansaari, no Parque Lenine. Lenine terá participado da 3.ª conferência do Partido Social Democrata dos Trabalhadores Russos (VSDTP) realizada na Casa dos Trabalhadores de Kotka em 1907, tendo passeado nos espaços verdes das imediações durante os intervalos das sessões. Acredita-se que tenha pernoitado numa casa de madeira perto do parque, nesta ou noutra ocasião, naquela época.

Escultura "O braço perdido de Lenine" no parque Lenine, em Kotka, alinhada com o busto.

O monumento foi vandalizado na década de 1980, tendo sido pintado com tinta vermelha.
A 4 de novembro de 1981, uma cópia do memorial de Kotka foi inaugurada em Pärnu.
O Monumento a Lenine de Kotka foi o último monumento a Lenine ainda em espaço público na Finlândia. A 13 de junho de 2022, na sequência de um debate que existia há anos, intensificado a partir de fevereiro de 2022, com a invasão russa da Ucrânia, o conselho municipal de Kotka decidiu removê-lo do espaço verde da cidade e colocá-lo no depósito do museu. O monumento foi removido a 4 de outubro de 2022, sendo levado para um armazém A estátua será transportada para o Museu Kymenlaakso, que decidirá sobre a sua exibição. Seguindo Kirsi Niku, diretor do museu, a opinião da instituição é de que a escultura poderia ter permanecido no seu local e contexto originais, atendendo ao interesse das gerações futuras.

## O braço perdido de Lenine
Em 1995, a escultura "O braço perdido de Lenine" do escultor polaco Krzysztof Bednarski foi inaugurada perto do monumento a Lenine como parte da exposição de arte do Porto de Kotka . Visto de um certo ângulo, o braço formava um todo com o busto de Lenine.